# Romanillos de Atienza
Romanillos de Atienza – gmina w Hiszpanii, w prowincji Guadalajara, w Kastylii-La Mancha, o powierzchni 23,84 km². W 2011 roku gmina liczyła 50 mieszkańców.